# Jordi Paulina
Jordi Paulina (23 september 2004) is een Nederlands-Curaçaos voetballer die doorgaans speelt als aanvaller. In 2024 verruilde hij USV Hercules voor Borussia Dortmund.

## Clubcarrière

### USV Hercules
Paulina begon zijn voetbalcarrière bij de VV Jonathan uit Zeist. In 2016 vertrok hij naar de jeugdopleiding van FC Utrecht. Enkele jaren later resulteerde het bij FC Utrecht in 2021 in een vertrek en sloot Paulina aan in de jeugd bij USV Hercules. Bij de Onder 18 werd Paulina in zijn eerste jaar ongeslagen kampioen. In het seizoen 2022/23 stroomde Paulina door naar de eerste selectie van USV Hercules, op dat moment uitkomend in de Derde divisie. Op 13 augustus 2022 debuteerde de zeventienjarige Paulina in de eerste voorronde van de KNVB Beker. Na circa 75 minuten kwam hij tegen Ter Leede binnen de lijnen.
Waar hij in de eerste seizoenshelft buiten deze bekerwedstrijd zijn minuten maakte in de onder 21, werd Paulina na de winterstop definitief overgeheveld naar het eerste elftal. De eerste wedstrijd na de winterstop, tegen OJC Rosmalen, moest hij nog de gehele wedstrijd vanaf de reservebank toekijken, maar een week later volgde met een late invalbeurt tegen TOGB (3-1 winst) zijn debuut in de Derde divisie. In de tweede seizoenshelft begon hij zesmaal in de basiself en fungeerde hij tevens zesmaal als invaller. In deze twaalf optredens wist Paulina ook zijn eerste doelpunt te maken, namelijk het enige doelpunt in het treffen met OSS '20 op 16 april 2023. Paulina sloot het seizoen met Hercules af op de derde plaats, wat recht gaf op deelname aan de play-offs om promotie naar de Tweede divisie. Hierin bleek GVVV in de tweede ronde over twee wedstrijden te sterk.
In zijn tweede seizoen bij USV Hercules werd Paulina basisspeler. Hij miste dat seizoen slechts twee wedstrijden: één door een schorsing en eenmaal zat hij zonder speelminuten bij de selectie. Met tien treffers was hij na aanvallende middenvelder Max van Hees en spits Franslyn Nsingi (beide elf doelpunten) het meest trefzeker van zijn team. Een hoogtepunt bereikte Hercules door op 21 december 2023 met 3-2 van Ajax te winnen in de tweede ronde van de KNVB Beker. Paulina gaf in dit duel na zestien minuten de assist op de openingstreffer van Tim Pieters. Op 25 mei 2024, ruim een week nadat bekend was geworden van de overstap van Paulina naar Borussia Dortmund, speelde hij met Hercules de laatste competitiewedstrijd van het regulier seizoen. Paulina scoorde de openingstreffer in het duel dat uiteindelijk met 3-0 werd gewonnen. Dankzij de overwinning won USV Hercules de derde en laatste periode en daarmee ook een ticket voor deelname aan de play-offs om promotie. Ditmaal bleek Excelsior Maassluis in een tweeluik te sterk.

### Borussia Dortmund
Op 15 mei 2024 bracht Hercules naar buiten dat Paulina USV Hercules na afloop van het seizoen ging verruilen voor Borussia Dortmund. De aanvaller tekende een contract tot medio 2027 bij de ploeg uit Duitsland en ging in eerste instantie deel uitmaken van Borussia Dortmund II, dat in de 3. Liga uitkwam. Paulina werd teamgenoot van Prince Aning, die jeugdinternational van Oranje was. Op 29 oktober 2024 debuteerde hij voor het eerste elftal van Borussia Dortmund op 20-jarige leeftijd tegen VfL Wolfsburg in de DFB-Pokal. In de jaargang 2024/25 kwam Paulina tot negenentwintig optredens voor het tweede elftal van Borussia Dortmund, waarin hij vijfmaal doel trof en driemaal de aangever was. Hij kon echter niet voorkomen dat de beloften op de laatste speeldag uit de 3. Liga degradeerden. De laatste zes competitiewedstrijden moest de aanvaller noodgedwongen vanaf de zijkant toekijken vanwege een hamstringblessure.

## Clubstatistieken
| Seizoen                    | Club                 | Competitie      | Competitie | Competitie | Beker | Beker | Europees | Europees | Overig | Overig | Totaal | Totaal |
| Seizoen                    | Club                 | Competitie      | Wed.       | Dlp.       | Wed.  | Dlp.  | Wed.     | Dlp.     | Wed.   | Dlp.   | Wed.   | Dlp.   |
| -------------------------- | -------------------- | --------------- | ---------- | ---------- | ----- | ----- | -------- | -------- | ------ | ------ | ------ | ------ |
| 2022/23                    | USV Hercules         | Derde divisie   | 12         | 1          | 1     | 0     | –        | –        | 4      | 0      | 17     | 1      |
| 2023/24                    | USV Hercules         | Derde divisie   | 32         | 10         | 5     | 0     | –        | –        | 1      | 0      | 38     | 10     |
| 2024/25                    | Borussia Dortmund II | 3. Liga         | 29         | 5          | 0     | 0     | –        | –        | 0      | 0      | 29     | 5      |
| 2024/25                    | Borussia Dortmund    | Bundesliga      | 0          | 0          | 1     | 0     | 0        | 0        | 0      | 0      | 1      | 0      |
| Carrière totaal            | Carrière totaal      | Carrière totaal | 73         | 16         | 7     | 0     | 0        | 0        | 5      | 0      | 85     | 16     |
| Bijgewerkt op 10 juli 2025 |                      |                 |            |            |       |       |          |          |        |        |        |        |